# دارين واتس
دارين واتس (بالإنجليزية: Darren Watts)‏ هو مصمم أمريكي، ولد في 17 فبراير 1969.